# دسی (شتاب‌دهنده)

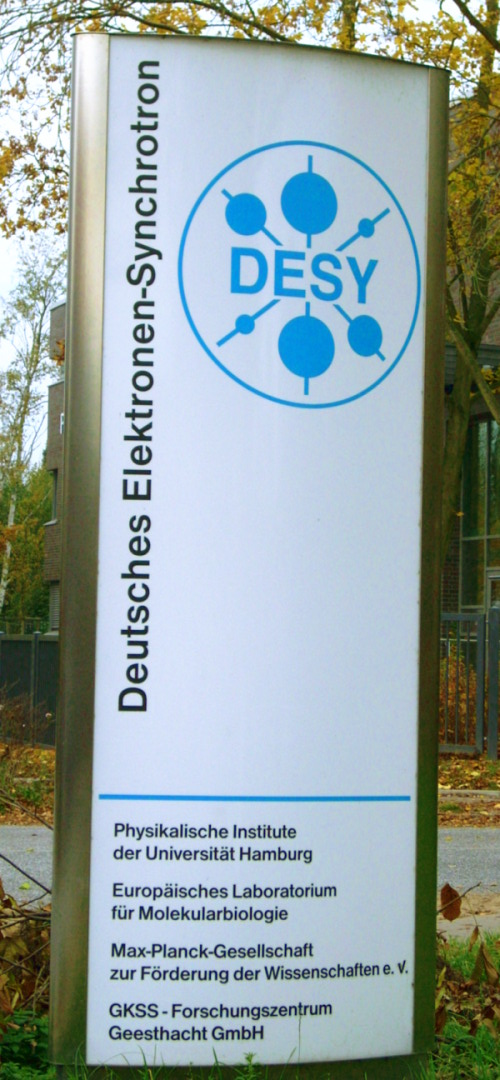
نماد دسی در هنگام ورود به مرکز آن.

دسی (به آلمانی: DESY) بزرگترین مرکز تحقیقات فیزیک ذرات آلمان است که هامبورگ و زاتن قرار دارد. این مرکز در ۱۸ دسامبر ۱۹۵۹ در هامبورگ به وجود آمد.
هدف اصلی دسی پژوهش‌های بنیادی در فیزیک ذرات و پژوهش از طریق تابش سنکروترون است. به همین دلیل دسی شتاب‌دهنده‌های ذره‌ای را توسعه داده و اجرا می‌کند. هزینه‌های دسی از مقامات دولتی تأمین می‌شود و این مرکز عضو از انجمن مراکز پژوهشی آلمانی هلمهولتز نیز هست.
از بزرگترین نتایج این مرکز کشف گلوئون است.